# Dieumerci Mbokani
Dieudonné Mbokani Bezua (Kinshasa, 1985. november 22. –) kongói DK válogatott labdarúgó.

## Sikerei, díjai
- RSC Anderlecht
  - Belga bajnok: 2006–07, 2011–12, 2012–13
  - Belga szuperkupa: 2012

- Standard Liège
  - Belga bajnok: 2007–08, 2008–09
  - Belga szuperkupa: 2009

- Dinamo Kijiv
  - Ukrán bajnok: 2014–15
  - Ukrán kupa: 2013–14, 2014–15

- Royal Antwerp
  - Belga kupa: 2019–20

- al-Kuvait
  - Kuvaiti bajnok: 2021–22

## Külső hivatkozások
- Dieumerci Mbokani adatlapja a National-Football-Teams.com oldalon (angolul)

- Dieumerci Mbokani az UEFA adatbázisában (angolul)
- Dieumerci Mbokani – a FIFA adatbázisában
- Dieumerci Mbokani adatlapja a Soccerway oldalon (angolul)
- Dieumerci Mbokani Transfermarkt